# Aski umetnost
Aski umetnost (engl. ASCII art) je umetnički medij koji se pre svega pojavljuje na računarima za prezentaciju i sastavljen je od slika koje čini 95 vidljivih karaktera definisanih ASCII kodnim sistemom. Termin se ređe koristi i mnogo neodređenije za umetnost zasnovanu na tekstu. Aski umetnost može biti napravljena pomoću ma kog uređivača teksta i često se koristi sa jezicima slobodnih oblika. Najveći broj primera ove umetnosti zahteva font fiksne širine, kao što je npr. kurijer (engl. Courier).
Aski umetnost se koristila gdegod je tekst bio čitljiviji od grafike ili u slučajevima gde prenos slika nije bio moguć. To uključuje pisaće mašine, teleprinter, negrafičke računarske terminale, rane dane računarskih mreža (npr. BBS-ovi), elektronsku poštu i juznet novosti. Aski umetnost se takođe koristila unutar izvornog koda računarskih programa za prikazivanje kopanijskog loga ili loga proizvoda i dijagrama. U nekim slučajevima, ceo izvorni kod programa je deo aski umetnosti.
Na vrhu svega toga došao je i video drajver koji omogućava puštanje filmova u aski umetnosti. 

## Primer Aski umetnosti:
```
    \\\|||///
  .  =======
 / \| O   O |
 \ / \`___'/
  #   _| |_
 (#)                                           
  #\//|* *|\\
  #\/(  *  )/
  #   =====
  #   ( U )
  #   || ||
 .#---'| |`----.
 `#----' `-----'
```

## Spoljašnje veze
- ASCII Art Text Generator - Generate ASCII Text Art
- ASCII Art Generator - Generate ASCII art from image and text (English version)